# Shrewsbury (New Jersey)
Pour les articles homonymes, voir Shrewsbury (homonymie).
Shrewsbury est un borough situé dans le comté de Monmouth, dans l'État du New Jersey, aux États-Unis.

## Géographie
Selon le Bureau du recensement des États-Unis, l'arrondissement a une superficie totale de 2,19 milles carrés (5,67 km2), dont 2,16 milles carrés (5,60 km2) de terre et 0,03 milles carrés (0,07 km2) d'eau (1,32 %).
Le borough borde les municipalités du comté de Monmouth d'Eatontown, Little Silver, Oceanport, Red Bank, Shrewsbury Township et Tinton Falls,,.
Le borough de Shrewsbury, avant 1926, faisait partie du canton de Shrewsbury, qui englobait à l'origine la majeure partie des comtés de Monmouth et d'Ocean, dans le New Jersey, y compris plusieurs des autres municipalités voisines, jusqu'à finalement se réduire à moins d'un mile carré.